# Marc Steckar
Marc Steckar (* 1. Juni 1935 in Cherbourg; † 27. Juni 2015 in Bessancourt, Val-d’Oise) war ein französischer Jazzmusiker (Posaune, Bassposaune, Euphonium, Tuba) und Komponist.

## Leben und Wirken
Steckar lernte seit seinem achten Lebensjahr Cello, um dann auch Trompete zu spielen. Während seines Studiums am Pariser Nationalkonservatorium wechselte er 1953 zur Posaune, die er bei André Lafosse studierte. Nach Unterbrechung aufgrund seines Militärdienstes im Algerienkrieg schloss er die Ausbildung 1959 ab; er erhielt den zweiten Preis für Posaune. In den nächsten Jahren arbeitete er in der Bigband von Benny Bennet, im Orchester Aimé Barelli im Kasino von Monte Carlo und im Olympia (wo er Marlene Dietrich und Nat King Cole begleitete und auf Europatournee ging), im Orchester von Paul Mauriat,  das Charles Aznavour begleitete, und in der Bigband von Daniel Janin, die 1961 im Olympia Édith Piaf, Jacques Brel, Gilbert Bécaud und Sammy Davis Jr. unterstützte. In den nächsten Jahren arbeitete er als Studiomusiker, unter anderem für Michel Legrand, Vladimir Cosma und für verschiedene Fernseh-Shows, aber auch wieder im Olympia für Roland Petit und Zizi Jeanmaire. Zwischen 1973 und 1983 begleitete er Claude Nougaro mit Eddy Louiss und Maurice Vander; er gehörte auch zur Bigband von Martial Solal und nahm mit Vander Filmmusik auf. Weiterhin arbeitete er im Duo mit Bernard Arcadio. 1981 gründete er seine Formation Steckar Tubapack, in der er zumeist mit drei weiteren Tubisten und einem Schlagzeuger zusammenspielte, mit der er zahlreiche Alben vorlegte und international auf Tournee ging. 1984 rief er zudem die Elephant Tuba Horde Big Band ins Leben. Seit 1994 komponierte er auch Konzerte für Euphonium, Tuben und Posaunen.  Daneben hat er zu verschiedenen Anlässen seine Musik, die die tiefen Blechinstrumente hervorhebt, mit französischen Harmonieorchestern oder bretonischer Dudelsackmusik fusioniert. Steckar ist auch auf Alben von François Jeanneau (Éphémère, 1977), Illinois Jacquet und Sonny Rhodes zu hören.

## Preise und Auszeichnungen
1982 erhielt er mit Steckar Tubapack den Prix Boris Vian der Académie de Jazz. 1999 wurde er mit dem Kompositionspreis Prix Pierre et Germaine Labole der SACEM ausgezeichnet.

## Diskographische Hinweise
- Steckar – Tubapack In a Digital Mood (Jam, 1981)
- Packword (Big Blue, 1983; mit der Harmonie von Malmaison)
- Steckar – Tubapack Tubaliedoscope (Feeling musique, 1996)
- Celtophonie et Bagadapack (Eromi, Night and Day, 2004; mit Bagad de Kemperle und Les Cuivres de Lorient)